# Región de Ñuble
Die Región de Ñuble bildet die XVI. Region Chiles. Die Hauptstadt der Region ist Chillán. Die neue Region wurde am 6. September 2018 errichtet und ist aus der gleichnamigen bisherigen Provinz Ñuble hervorgegangen, die zur VIII. Region (Región del Bío-Bío) gehörte. Sie hat 480.609 Einwohner (Stand Volkszählung 2017) auf einer Fläche von 13.178,5 km².

## Provinzen
Die Region, deren Gebiet zuvor nur aus einer Provinz bestand, ist in die drei ebenfalls neu geschaffenen Provinzen, Itata, Diguillín und Punilla eingeteilt.
| Politisch-administrative Einteilung der Region Ñuble | Politisch-administrative Einteilung der Region Ñuble |                 |
| --- | ---------------------------------------------------- | --------------- |
| \| Provinz \| Hauptstadt \| Kommunen \| \| --------- \| ---------- \| --------------- \| \| Itata \| Quirihue \| 1 Cobquecura \| \| Itata \| Quirihue \| 2 Coelemu \| \| Itata \| Quirihue \| 3 Ninhue \| \| Itata \| Quirihue \| 4 Portezuelo \| \| Itata \| Quirihue \| 5 Quirihue \| \| Itata \| Quirihue \| 6 Ránquil \| \| Itata \| Quirihue \| 7 Treguaco \| \| Diguillín \| Bulnes \| 8 Bulnes \| \| Diguillín \| Bulnes \| 9 Chillán Viejo \| \| Diguillín \| Bulnes \| 10 Chillán \| \| Diguillín \| Bulnes \| 11 El Carmen \| \| Diguillín \| Bulnes \| 12 Pemuco \| \| Diguillín \| Bulnes \| 13 Pinto \| \| Diguillín \| Bulnes \| 14 Quillón \| \| Diguillín \| Bulnes \| 15 San Ignacio \| \| Diguillín \| Bulnes \| 16 Yungay \| \| Punilla \| San Carlos \| 17 Coihueco \| \| Punilla \| San Carlos \| 18 Ñiquén \| \| Punilla \| San Carlos \| 19 San Carlos \| \| Punilla \| San Carlos \| 20 San Fabián \| \| Punilla \| San Carlos \| 21 San Nicolás \| |                                                      |                 |
| Provinz | Hauptstadt                                           | Kommunen        |
| Itata | Quirihue                                             | 1 Cobquecura    |
| Itata | Quirihue                                             | 2 Coelemu       |
| Itata | Quirihue                                             | 3 Ninhue        |
| Itata | Quirihue                                             | 4 Portezuelo    |
| Itata | Quirihue                                             | 5 Quirihue      |
| Itata | Quirihue                                             | 6 Ránquil       |
| Itata | Quirihue                                             | 7 Treguaco      |
| Diguillín | Bulnes                                               | 8 Bulnes        |
| Diguillín | Bulnes                                               | 9 Chillán Viejo |
| Diguillín | Bulnes                                               | 10 Chillán      |
| Diguillín | Bulnes                                               | 11 El Carmen    |
| Diguillín | Bulnes                                               | 12 Pemuco       |
| Diguillín | Bulnes                                               | 13 Pinto        |
| Diguillín | Bulnes                                               | 14 Quillón      |
| Diguillín | Bulnes                                               | 15 San Ignacio  |
| Diguillín | Bulnes                                               | 16 Yungay       |
| Punilla | San Carlos                                           | 17 Coihueco     |
| Punilla | San Carlos                                           | 18 Ñiquén       |
| Punilla | San Carlos                                           | 19 San Carlos   |
| Punilla | San Carlos                                           | 20 San Fabián   |
| Punilla | San Carlos                                           | 21 San Nicolás  |